# Rock im Park 2001
Rock im Park 2001 — концертный альбом и DVD американской рэп-рок-группы Limp Bizkit. Выпущенный в 2008 году, концертник представляет собой выступление группы на фестивале Rock Im Park в Нюрнберге, (Германия) 1 июня 2001 года. В Великобритании он был выпущен в виде альбома с бонусным DVD, а в Соединенных Штатах было выпущено только DVD. Группа исполнила 8 песен с альбома Chocolate Starfish and the Hot Dog Flavored Water, 4 песни с альбома Significant Other и 3 кавер-песни «Master of Puppets» группы Metallica, которую исполнил Уэс Борланд, спев один куплет и припев, «I Would for You» группы Jane’s Addiction и «Faith» (кавер Джорджа Майкла), исполненные Фредом Дёрстом.

## Производство и контент
Съёмки Limp Bizkit были сняты и записаны на фестивале Rock im Park в Нюрнберге. В видео-части альбома было одно из последних выступлений группы с Уэсом Борландом перед тем, как он покинул группу в октябре 2001 года. Группа исполнила некоторые из своих самых известных и популярных песен в сопровождении танцора, одетого в одного из существа, изображённого на обложке альбома Chocolate Starfish and the Hot Dog Flavored Water. Во время концерта Борланд выступал в чёрной окраске всего тела, а Дёрст пел бо́льшую часть сета аудитории.

## Сет-лист
1. Hot Dog
2. Show Me What You Got
3. Break Stuff
4. The One
5. Livin’ It Up
6. My Generation
7. Re-Arranged
8. Master of Puppets (кавер Metallica в исполнении Уэса Борланда) (short version)
9. Faith (кавер Джорджа Майкла)
10. Full Nelson
11. My Way
12. Nookie
13. I Would for You (кавер Jane’s Addiction в исполнении Фреда Дёрста)
14. Take a Look Around
15. Rollin’ (Air Raid Vehicle)

## Участники
- Limp Bizkit
  - Фред Дёрст — вокал
  - Уэс Борланд — гитара, вокал «Master of Puppets»
  - Сэм Риверс — бас-гитара, бэк-вокал
  - Джон Отто — ударные, перкуссия
  - DJ Lethal — «вертушки», сэмплы, клавишные